# Sportler des Jahres 1957 (Deutschland)
Die besten deutschen Sportler des Jahres 1957 wurden am 14. Dezember im Rheinsaal der Kölner Messehalle ausgezeichnet. Veranstaltet wurde die Wahl zum 11. Mal von der Internationalen Sport-Korrespondenz (ISK). An der Wahl beteiligten sich 418 deutsche Sportjournalisten (sowohl aus der Bundesrepublik als auch aus der DDR), die mit großem Abstand den Leichtathleten Manfred Germar auf den ersten Platz wählten. Germar erhielt dabei 1795 von 2090 möglichen Punkten und wurde von 90 Prozent der Abstimmenden an erster Stelle genannt. Beste Frau in der Rangliste war auf der elften Position die Schwimmerin Wiltrud Urselmann, die somit als Sportlerin des Jahres ausgezeichnet wurde. Erstmals kürte die ISK auch eine Mannschaft des Jahres, wobei sich der Deutsche Fußballmeister Borussia Dortmund durchsetzte.

## Einzelsportler
|     | Sportler/Sportlerin   | Sportart       | Punkte | Erfolge 1957 |
| --- | --------------------- | -------------- | ------ | --- |
| 1.  | Manfred Germar        | Leichtathletik | 1795   | fünf Europarekorde, Weltranglistenbester des Jahres über 100 und 200 Meter, drei nationale Meistertitel             |
| 2.  | Martin Lauer          | Leichtathletik | 0772   | vier Europarekorde, drei nationale Meistertitel (Hürdensprint, Sprintstaffel)                                       |
| 3.  | Hans Günter Winkler   | Springreiten   | 0576   | Europameister im Springreiten auf „Sonnenglanz“                                                                     |
| 4.  | Fritz Thiedemann      | Springreiten   | 0349   | 117 Siege auf „Meteor“, deutscher Champion der Springreiter                                                         |
| 5.  | Bubi Scholz           | Boxen          | 0219   | Fortsetzung einer Siegesserie nach anderthalbjähriger krankheitsbedingter Pause, Deutscher Meister im Mittelgewicht |
| 6.  | Helmut Recknagel      | Skispringen    | 0211   | Sieger des Springens am Holmenkollbakken und Gesamterster der Skiflug-Woche                                         |
| 7.  | von Groddeck/Arndt    | Rudern         | 0194   | Europameister und Deutsche Meister im Zweier mit Steuermann                                                         |
| 8.  | Hillebrand/Grunwald   | Motorradsport  | 0192   | Gespann-Weltmeister                                                                                                 |
| 9.  | Klaus von Fersen      | Rudern         | 0166   | Deutscher Meister und Zweiter bei den Europameisterschaften im Einer                                                |
| 10. | Willi und Rudi Pensel | Radball        | 0145   | Weltmeister |
| 11. | Wiltrud Urselmann     | Schwimmsport   | 0141   | |
| 12. | Gisela Köhler (DDR)   | Leichtathletik | 0133   | |

Das drittbeste Ergebnis unter den Frauen erzielte die auf Platz 14 positionierte Fechterin Heidi Schmid mit 98 Stimmen.

## Mannschaften
|    | Mannschaft                                                                    | Sportart              | Punkte | Erfolge 19                   |
| -- | ----------------------------------------------------------------------------- | --------------------- | ------ | ---------------------------- |
| 1. | Borussia Dortmund                                                             | Fußball               | 0520   | Deutscher Meister            |
| 2. | TSV 1860 München                                                              | Leichtathletik        | 0432   | Deutscher Mannschaftsmeister |
| 3. | 4-mal-100-Meter-Staffel des ASV Köln (Oertel, Lauer, Pfeil, Germar)           | Leichtathletik        | 0379   | Deutscher Meister            |
| 4. | Trophy-Team                                                                   | Motorrad-Geländesport | 0300   |                              |
| 5. | Hockeynationalmannschaft                                                      | Hockey                | 0242   |                              |
| 6. | 4-mal-400-Meter-Staffel des OSV Hörde (Waldheim, Oberste, Radusch, Poerschke) | Leichtathletik        | 0171   | Deutscher Meister            |